# Stenochlaenoideae
Stenochlaenoideae,  potporodica papratnica, dio porodice Blechnaceae. Postoje 3 roda sa ukupno 12 vrsta.

## Rodovi
1. Salpichlaena Hook. (4 spp.)
2. Telmatoblechnum Perrie, D. J. Ohlsen & Brownsey (2 spp.)
3. Stenochlaena J. Sm. (6 spp.)